# LS Геркулеса
LS Геркулеса (лат. LS Herculis) — двойная звезда в созвездии Геркулеса на расстоянии приблизительно 3462 световых лет (около 1061 парсек) от Солнца. Видимая звёздная величина звезды — от +11,12m до +10,79m. Возраст звезды определён как около 13 млн лет.
Открыта Куно Хофмейстером в 1935 году**.

## Характеристики
Первый компонент — белая пульсирующая переменная звезда типа RR Лиры (RRC) спектрального класса A5. Масса — около 2,387 солнечной, радиус — около 3,618 солнечного, светимость — около 37,686 солнечной. Эффективная температура — около 7923 K.
Второй компонент — коричневый карлик. Масса — около 59,08 юпитерианской. Удалён в среднем на 1,999 а.е..